# Pisciottana
La Pisciottana è una cultivar di Olea europea originaria di Pisciotta; è utilizzata soprattutto per la produzione di olio.

## Caratteristiche

### Generalità

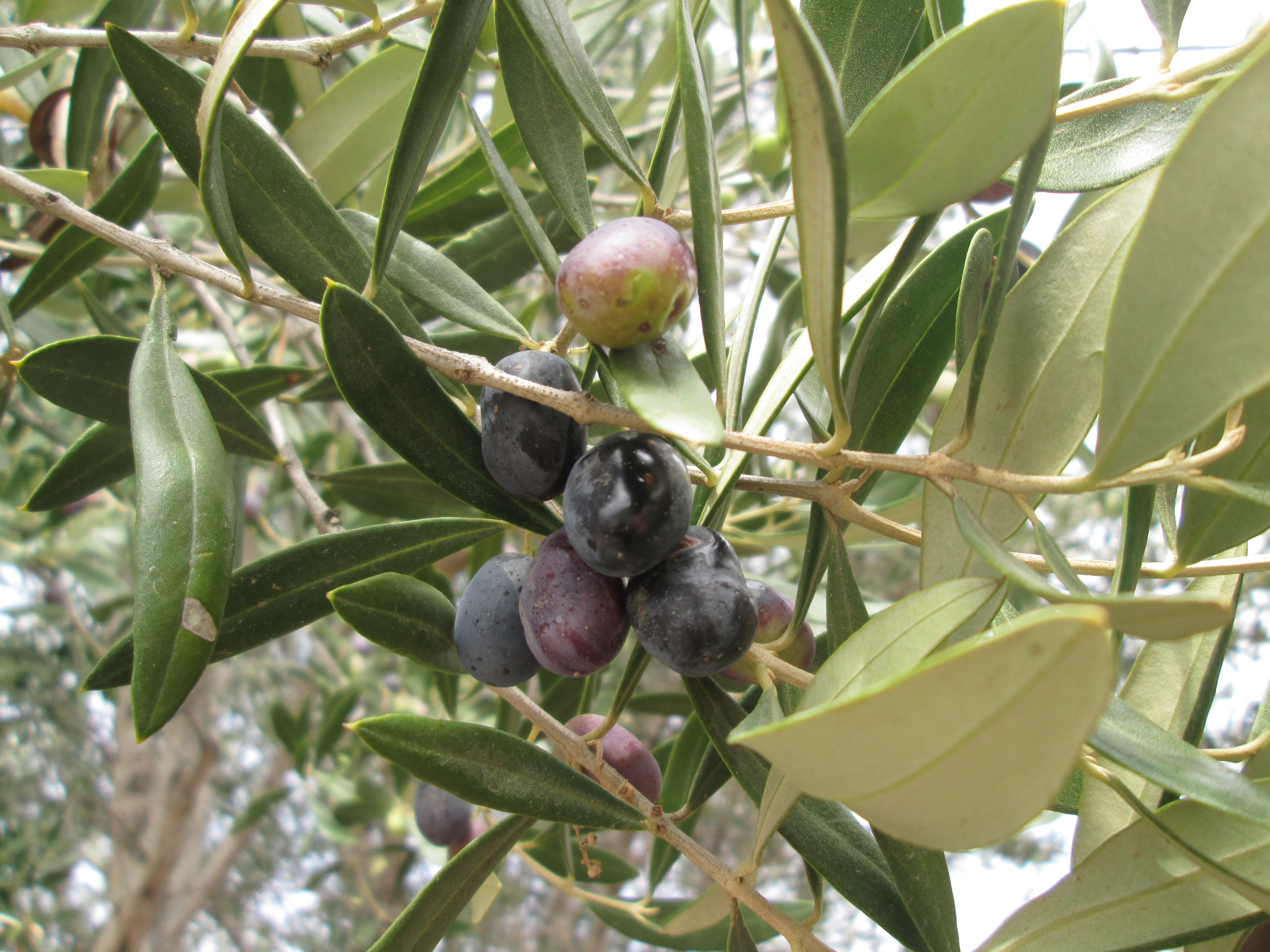
Frutti e foglie

L'areale di questa cultivar è il basso Cilento, soprattutto le zone costiere caratterizzate da pendii impervi. È una pianta che può raggiungere grandi dimensioni (anche oltre 15m d'altezza) con portamento assurgente chioma folta e rami fruttiferi penduli, caratterizzata da vigoria elevata, grande attività pollonifera e una buona capacità rizogena.

### Aspetti agronomici
L'entrata in produzione è media. Essendo autocompatibile, la produzione è più elevata quando negli impianti sono presenti impollinatori, tra i quali le varietà locali Racioppa e Grossale. Fiorisce precocemente; il numero di mignole dell'infiorescenza è medio e la percentuale di aborto ovarico è ridotta (20% circa);il polline ha bassa capacità germinativa. La produttività è buona ma alternante; la maturazione è scalare, con frutti che presentano un'elevata resistenza al distacco. Questa cultivar ha dimostrato particolare tolleranza ai venti salsi e agli attacchi della fumaggine. 

### Prodotti tipici e olio
È una varietà di olivo da olio ma i cilentani, gente povera e che si accontentava di quello che la natura donava, hanno da sempre conciato le olive della Pisciottana impiegando calce, cenere, sale, alloro, peperoncino ed altri aromi e dopo averle denocciolate e schiacciate collocandole in recipienti di coccio. Il contenuto in olio è medio, si aggira intorno al 19%; il prodotto che si ottiene dalle olive raccolte meccanicamente si presenta con un fruttato tenue, equilibrato con note di piccante, amaro e sentori di carciofo e mandorla.